# Бідолашні створіння (роман)
Бідолашні створіння — це роман шотландського письменника Аласдера Ґрея, опублікований у 1992 році. London Review of Books назвав роман «надзвичайно жвавою, смішною, брудною, розумною книгою». Це відхід від традиційних тем Аласдера Ґрея, однак його вікторіанська оповідь бере до уваги попередні занепокоєння автора соціальною нерівністю, стосунками, пам’яттю та ідентичністю.

## Сюжет
Основна частина твору зосереджена на Беллі Бакстер, жінці, раннє життя та особистість якої є предметом певної неясності. Цю неоднозначність ускладнює автобіографія її чоловіка Арчібальда МакКендлесса «Епізоди з раннього життя шотландського працівника охорони здоров’я», яка спотворює правду про його життя з Беллою. Він стверджує, що вона була трупом, воскрешеним колегою МакКендлесса, вченим доктором Годвіном Бакстером, який замінив її мозок на мозок її ненародженого плоду, в результаті чого вона мала розум немовляти. Хоча вона була задумана як супутниця Бакстера, її сексуальний апетит змушує її переслідувати інших чоловіків, у тому числі МакКендлесса та дурного адвоката на ім’я Дункан Веддерберн, з яким вона тікає і вирушає в гедоністичну одіссею по Європі, Північній Африці та Центральній Азії. 
За цією розповіддю слідує спростування Беллою їй відомих фактів про її життя, припускаючи, що її «бідолашний дурень» чоловік вигадав його для неї з переважаючих готичних і романтичних мотивів того періоду: це «безсумнівно смердить усім тим, що було хворобливим у ті найболючіші століття». Це підкріплюється складним відлунням у романі "Франкенштейн" Мері Шеллі.
Перед цими вигаданими історичними документами є вступ від Аласдера Ґрея, який представляє себе редактором подальшого тексту та розповідає про «відкриття» паперів своїми реальними друзями: Майклом Доннеллі та Елспет Кінг. У вступі також міститься критика ставлення міської ради Глазго до його культури та спадщини через нехтування міським музеєм соціальної історії, Народним палацом, і коротка згадка про час, коли Глазго було культурною столицею Європи в 1990 році, що було предметом більш тривалої сатири в його романі «Щось шкіряне».

## Доповнення роману
«Бідолашні створіння» містить ілюстрації Аласдера Ґрея, які, як стверджується в тексті, належать шотландському офортисту та ілюстратору Вільяму Стренгу. Також є каламбурні доповнення фрагментів зображень з «Анатомії Грея». Однією з особливостей роману, яка викликала коментарі, є сторінка цитат із рецензіями, на якій є надрукована смужка помилок. Деякі з цих рецензій є вигаданими (наприклад, із Skiberdeen Eagle і Private Nose), а інші приписуються справжнім публікаціям, але здаються настільки жорстокими, що їх достовірність ставиться під сумнів.

## Екранізація
Екранізацію книги зняв Йоргос Лантімос, сценарій написав Тоні Макнамара. До акторського складу увійшли Емма Стоун, Марк Руффало, Віллем Дефо, Рамі Юсеф, Крістофер Ебботт, Кетрін Хантер і Джеррод Кармайкл. Адаптація вийшла в кінотеатрах у США 8 грудня 2023 року. Прокат в Україні відбувся мовою оригіналу з українськими субтитрами. Прокат по всьому світу зібрав 108 мільйонів доларів, за місяць в українському прокаті 6,7 мільйонів гривень.

## Нагороди
Роман "Бідолашні створіння" був відзначений літературними преміями — Whitbread Book Award і Guardian Fiction Prize як найкращий роман 1992 року.

## Українське видання
Видавництво «Книголав» опублікувало український переклад книги Аласдера Ґрея «Бідолашні створіння" у 2025 році.